# Bankgeheim (televisieprogramma)
Bankgiroloterij Bankgeheim was de voorloper van het tv-programma Kies de Kluis. Deze quiz werd gepresenteerd door Marc Klein Essink en er deden vijf kandidaten mee.

## Spelverloop
De quiz bestaat uit vijf rondes en een finale.

### Ronde 1 tot en met 5
In vijf rondes moeten de vijf kandidaten binnen de tijd zo veel mogelijk vragen goed beantwoorden. Voor elk goed antwoord krijgt de kandidaat punten. Degene die binnen de tijd de meeste punten haalt, mag een bankpasje bij Marc Klein Essink komen halen en daarmee de bank binnengaan om daarmee een kluis naar keuze te openen. Bij gelijkspel wint degene met het minste aantal fouten. Er zijn vijf kluizen.
Als de kluis open is, moet de kandidaat erin kijken om te zien of er een koffer met 50.000 euro in zit. De koffer zit maar in een van de kluizen. Als de kandidaat in de kluis heeft gekeken, wordt hij onderworpen aan een verhoor en moet hij daar zeggen of het geld in de kluis zit of niet. Het publiek moet dan door middel van stemkastjes aangeven of ze de kandidaat geloven of niet. Vervolgens confronteert Marc de kandidaat met de uitslag van de stelling...
Na de stelling begint de volgende ronde.

### Finale
De kandidaat die zijn tegenspelers en het publiek het beste wist te misleiden, speelt de finale. Het is de bedoeling om de kluis met de 50.000 euro binnen 1 minuut te openen door middel van een code. Het is gebaseerd op Mastermind, alleen hier met cijfers.
Als het de kandidaat lukt om de kluis te openen, gaat hij/zij met 50.000 euro naar huis. Lukt het niet, schuift het bedrag door naar de volgende aflevering, waardoor er daar 100.000 euro kan worden gewonnen.

## Niet meer op tv
Het programma is niet meer te zien. In 2006 was er een dergelijke show genaamd Kies de Kluis, ook deze quiz wordt inmiddels niet meer uitgezonden.